# Antonín Panenka
Antonín Panenka (Praga, 2 dicembre 1948) è un dirigente sportivo, allenatore di calcio ed ex calciatore ceco, fino al 1992 cecoslovacco, di ruolo centrocampista, presidente del Bohemians 1905.

## Biografia
Nel luglio 2014 si è candidato per il Senato della Repubblica Ceca.

## Carriera
È noto soprattutto per essere stato il primo a effettuare il colpo a cucchiaio, con il quale calciò il rigore decisivo con la maglia della Cecoslovacchia, contro il portiere Sepp Maier, nella finale Germania Ovest-Cecoslovacchia del campionato europeo di calcio 1976 svoltosi in Jugoslavia; grazie a quell'invenzione la Cecoslovacchia vinse per la prima volta nella sua storia il trofeo continentale.
Nel 1980 agli Europei svoltisi in Italia portò la sua nazionale ancora sul podio raggiungendo il terzo posto al termine di una sfida ai rigori con i padroni di casa italiani.
L'anno seguente, dopo 14 stagioni giocate con il Bohemians ČKD Praga, emigra in Austria per vestire la maglia del Rapid Vienna con cui vince due titoli nazionali e una coppa nazionale che lo porta alla finale di Coppa delle Coppe persa con gli inglesi dell'Everton. Al termine di quella stagione passa al VSE St. Pölten per poi, dopo due stagioni, passare alle serie minori austriache dove giocherà sino a 45 anni d'età.
Antonin "Toni" Panenka è ancora oggi uno dei più conosciuti calciatori dell'ex Cecoslovacchia ed uno dei migliori centrocampisti al mondo della sua generazione.

## Palmarès

### Club
- Campionato austriaco: 2

Rapid Vienna: 1981-1982, 1982-1983
- Coppa d'Austria: 3

Rapid Vienna: 1982-1983, 1983-1984, 1984-1985

### Nazionale
- Campionato d'Europa: 1

Jugoslavia 1976

### Individuale
- Calciatore cecoslovacco dell'anno: 1

1980
- Capocannoniere della Coppa delle Coppe: 1

1984-1985 (5 gol)
- All-Star team dell'Europeo: 1

1976